# 大野京子 (循環器・スポーツ医学者)
大野 京子（おおの きょうこ、故人）は、医師、医学博士。元帝京大学教授。専門は内科学、循環器学、スポーツ医学。

## 略歴
東京大学医学部を卒業後、同大学医学部附属病院第二内科に入局し、助手となる。その後、静岡県の市立島田市民病院内科医長などを務め、1989年に帝京大学教授に就任し、文学部および医療技術学部の教員として、生活医学、医療保険事務、医学概論などを担当した。その後、2007年に帝京大学医療技術学部にスポーツ医療学科が設置され、2010年まで同学科長として臨床スポーツ医学、内科系医学、予防医学などを論じ、生活習慣の支援、救急救命士やアスリートの育成に努めた。在職時に紀要「帝京大学スポーツ医療研究」を創刊するなど、スポーツ医学の発展に貢献した。
1976年に論文「本態性高血圧症における昇圧反応性と血圧上昇の機序」で東京大学より博士号を授与された。日本内科学会、日本循環器学会などに所属し、日本医師会認定健康スポーツ医、日本体育協会公認スポーツドクターとしても活動した。

### 論文
- 「帝京大学運動部員に対するスポーツ医学的サポート体制の構築」帝京大学スポーツ医療研究,高尾昌人,村田宜夫ほか,2009
- 「アフィニティー法を応用した安定型グリコヘモグロビン測定法(VISION GHb)の臨床応用」医学と薬学（第31巻）,鈴木清ほか,1994

- 「発症・再燃に心因が関与したと思われる多発性硬化症の1例」第18回日本心身医学会中部地方会演題抄録,1987
- 「本態性高血圧症における昇圧反応性と血圧上昇の機序」日本内科学会雑誌（第66巻）,1977
- 「高血圧患者における重症度および予後の指標としての血漿レニン活性の意義」日本循環器学会（第36巻）,金子好宏ほか,1972